# مالکوم توماس (بسکتبال، زاده ۱۹۸۸)
مالکوم توماس (انگلیسی: Malcolm Thomas؛ زادهٔ ۸ نوامبر ۱۹۸۸) بازیکن بسکتبال اهل ایالات متحده آمریکا است.
از باشگاه‌هایی که در آن بازی کرده‌است می‌توان به آستین توروس، گلدن استیت واریرز، سن آنتونیو اسپرز، شیکاگو بولز، و فیلادلفیا سونتی‌سیکسرز اشاره کرد.